# نگرا د آلباراسین
نگرا د آلباراسین (به اسپانیایی: Noguera de Albarracín) یک شهرستان در اسپانیا است که در استان تروئل واقع شده‌است.

## خصوصیات
نگرا د آلباراسین ۴۷ کیلومترمربع مساحت و ۱۶۱ نفر جمعیت دارد.